# Informatica VideoMagazine
Informatica VideoMagazine (IVM) era una trasmissione televisiva settimanale dedicata al mondo dei computer prodotta dalla IHT. È andata in onda nel 1992 su TeleCampione e nel 1993 sul circuito Odeon TV (la prima puntata su Odeon porta la data del 14 aprile 1993). Era ideata, scritta, condotta e diretta da Massimiliano Lisa con la collaborazione di Dario Melpignano. Era una vera e propria videorivista caratterizzata da una serie di rubriche fisse: Computergrafica, TG informatica, Faccia a faccia, Prove Software e Hardware, Dibattito in studio, Edicola e Computerarte. Tra i Faccia a Faccia va ricordato quello con Marvin Minsky, uno dei padri dell’intelligenza artificiale. Nell’edizione per Odeon TV la trasmissione era registrata negli studi Link Up di Milano.

## Riconoscimenti
Premio giornalistico dello Smau - Sezione Televisione, Anno 1992.